# Mariusz Handzlik

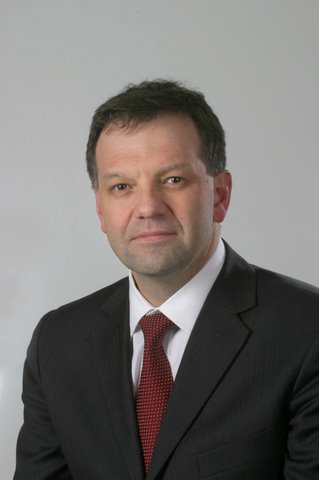
Mariusz Handzlik

Mariusz Handzlik (* 11. Juni 1965 in Bielsko-Biała; † 10. April 2010 in Smolensk, Russland) war ein polnischer Diplomat, Politiker und Unterstaatssekretär in der Präsidentenkanzlei (Kancelaria Prezydenta RP) von Lech Kaczyński.

## Leben
Handzlik beendete das Studium an der sozialwissenschaftlichen Fakultät der Katholischen Universität Lublin (Katolicki Uniwersytet Lubelski Jana Pawła II) in der Fachrichtung Soziologie mit Schwerpunkt auf internationale Beziehungen. Es folgten ergänzende Studien an den Universitäten von Wien, Genf, Cranfield (England) und Georgia (USA). Er leistete mehrere Praktika ab, und zwar im Ausschuss für ausländische Angelegenheiten des US-amerikanischen Repräsentantenhauses, im Ausschuss für internationale Beziehungen des US-Senates, im Forschungsinstitut zur sozialen Entwicklung der Vereinten Nationen (United Nations Research Institute for Social Development, kurz UNRISD) sowie in der ständigen Vertretung Polens im NATO-Hauptquartier in Brüssel.
Seit 1992 arbeitete Handzlik als außenpolitischer Berater für die polnischen Ministerpräsidenten. Von 1994 bis 2000 war er erster Sekretär und militärpolitischer Berater in der Washingtoner Botschaft. Seit 2000 leitete er im polnischen Außenministerium die Abteilung für Exportpolitik und seit 2001 war er Vizedirektor der Abteilung für Sicherheitspolitik aus. Von 2002 bis 2003 war Handzlik Botschafter in Paris und Vorsitzender im Raketentechnologie-Kontrollregime (Missile Technology Control Regime, kurz MTCR). Von 2004 bis 2005 war er Ministerberater in der ständigen Vertretung Polens bei den Vereinten Nationen (UN) in New York.
Seit 2006 leitete Handzlik in der Präsidentenkanzlei das außenpolitische Büro. Am 9. Oktober 2008 wurde er auf die Stelle des Unterstaatssekretärs berufen, zuständig für internationale Angelegenheiten. Am 26. März 2009 informierte das Institut für Nationales Gedenken (Instytut Pamięci Narodowej, kurz IPN) darüber, dass er als geheimer Mitarbeiter des ehemaligen geheimen Sicherheitsdienstes Służba Bezpieczeństwa (kurz SB) 1987 unter dem Pseudonym „Piotr“ geführt wurde. Handzlik bestritt die Mitarbeit mit dem SB und bestätigte lediglich das Unterschreiben eines Dokuments, in dem er sich zum Treffen mit SB-Offizieren verpflichtete. Am 10. September 2009 befand ihn schließlich das Warschauer Bezirksgericht (Sąd Okręgowy w Warszawie) lediglich als Geschädigten und nicht als geheimen Mitarbeiter dieses polnischen Äquivalent zum Sicherheitsdienst der DDR.
2000 wurde Handzlik durch das US-Verteidigungsministerium mit einer Medaille für seine Dienste ausgezeichnet. Am 10. April 2010 gehörte Mariusz Handzlik zu einer polnischen Delegation um Staatspräsident Lech Kaczyński, die anlässlich des siebzigsten Jahrestages des Massakers von Katyn zur Gedenkstätte nach Russland reisen sollte. Bei einem Flugunfall der Delegation nahe dem Militärflugplatz Smolensk-Nord kam er jedoch gemeinsam mit weiteren hochrangigen Repräsentanten Polens ums Leben.
Handzlik hatte drei Kinder. Postum wurde ihm am 16. April 2010 das Komturkreuz des Ordens Polonia Restituta (Krzyż Komandorski Orderu Odrodzenia Polski) verliehen.

## Auszeichnungen
- 2008: Großoffizier des portugiesischen Verdienstordens
- 2009: National Order of Merit
- 2009: Komtur des Verdienstordens der Republik Ungarn
- 2009: Komtur des Ordens für Verdienste um Litauen
- 2010: Komtur des Ordens Polonia Restituta (posthum)

## Verweise